# Microgaster flavofacialis
Microgaster flavofacialis är en stekelart som beskrevs av Granger 1949. Microgaster flavofacialis ingår i släktet Microgaster och familjen bracksteklar. Inga underarter finns listade i Catalogue of Life.